# Piotr Tomasz
Piotr Tomasz, Pietro Tommaso (ur. 1305 we Francji, zm. 6 stycznia 1366 w Famaguście – duchowny katolicki, karmelita, święty Kościoła katolickiego, w latach 1354 – 1359 biskup Lipari i Patti. Od 1359 do 1363 biskup Corone. W latach 1363 – 1364 Arcybiskup metropolita Aten. Od 1364 do swojej śmierci w 1366 tytularny łaciński patriarcha Konstantynopola i administrator apostolski Corone. 

## Życiorys
Urodził się w ubogiej rodzinie w Gaskonii, ok. 1305 r. Mając 21 lat wstąpił do Zakonu Karmelitów. Szybko zasłynął z elokwencji, pobożności i gorliwej nauki. Słynne stały się również jego kazania.
16 listopada 1354 roku został mianowany biskupem Lipari i Patti. Pełnił tę funkcję do 1359. 10 maja tegoż został przeniesiony na stanowisko biskupa Corone. Był nim do 1363. 6 marca tegoż roku został Arcybiskupem metropolitą Aten. Pełnił tę funkcję do 7 maja 1364 roku. Wtedy został mianowany tytularnym łacińskim Patriarchą Konstantynopola i administratorem apostolskim diecezji Corone. 
Brał udział w organizacji krucjaty przeciw Turkom, odbywając, na prośbę papieża Urbana V, podróż do Serbii, na Węgry i do Konstantynopola. Zmarł 6 stycznia 1366 w Famaguście we Włoszech. Został beatyfikowany w 1609, a kanonizowany w 1628. 
Według przekazu tradycji miał wyróżniać się szczególnym nabożeństwem do Maryi, która miała objawić mu, że Zakon Karmelitański przetrwa do końca świata.